# Edenkoben
Edenkoben település Németországban, Rajna-vidék-Pfalz tartományban. Lakosainak száma 6838 fő (2023. december 31.).

## Népesség
A település népességének változása:
| Lakosok száma | 6522 | 6719 | 6702 | 6690 | 6660 | 6693 | 6838 |
|               | 1975 | 2015 | 2017 | 2019 | 2021 | 2022 | 2023 |